# Sant'Apollinare

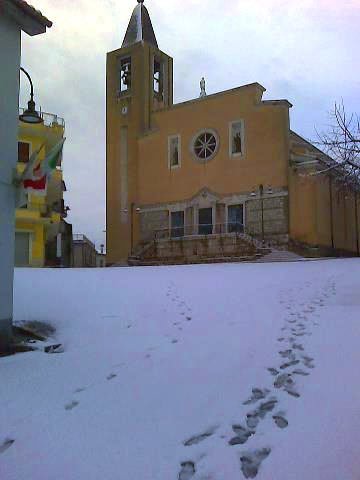
Kerk van Sant'Apollinare in de winter

Sant'Apollinare is een gemeente in de Italiaanse provincie Frosinone (regio Latium) en telt 1972 inwoners (31-12-2004). De oppervlakte bedraagt 17,0 km², de bevolkingsdichtheid is 112 inwoners per km².

## Demografie
Sant'Apollinare telt ongeveer 786 huishoudens. Het aantal inwoners daalde in de periode 1991-2001 met 4,3% volgens cijfers uit de tienjaarlijkse volkstellingen van ISTAT.
| Jaar | Inwoneraantal |
| ---- | ------------- |
| 1991 | 2038          |
| 2001 | 1950          |

## Geografie
De gemeente ligt op ongeveer 51 m boven zeeniveau.
Sant'Apollinare grenst aan de volgende gemeenten: Cassino, Pignataro Interamna, Rocca d'Evandro (CE), San Giorgio a Liri, Sant'Ambrogio sul Garigliano, Sant'Andrea del Garigliano, Vallemaio.